# Faking Bad
Faking Bad – Besser als die Wahrheit ist eine deutsche Comedy-Panel-Show, die von Oliver Kalkofe moderiert wird und seit Juni 2024 in der ARD Mediathek sowie im Ersten ausgestrahlt wird. Das Format wurde von KalkTV, der Produktionsfirma von Kalkofe, entwickelt und von BurdaStudios im Auftrag des WDR produziert. Die Erstausstrahlung der Sendung erfolgte am 27. Juni 2024 in der ARD Mediathek, die TV-Premiere im Ersten am 11. Juli 2024.

## Konzept
Die Sendung ist eine Mischung aus Panel- und Quizshow-Elementen, die häufig mit Genial daneben verglichen wurde. Pro Sendung treten vier Prominente aus den Bereichen Comedy und Unterhaltung gegeneinander an.
In jeder Spielrunde stellt der Moderator eine ungewöhnliche Frage, zu der die vier Teilnehmer möglichst kreative und überzeugende fiktive Antworten formulieren. Die vier Antworten der Teilnehmer werden mitsamt der korrekten Antwort präsentiert. Ziel ist es, die anderen Kandidaten und das Studiopublikum mit der eigenen falschen Antwort zu täuschen und zugleich selbst die korrekte Lösung zu identifizieren.
Die Teilnehmer erhalten Punkte, wenn sie die korrekte Antwort identifizieren und können Punkte von ihren Mitspielern erhalten, wenn diese auf ihre erfundene Antwort hereingefallen sind. Zusätzlich kann pro Runde einmalig ein Buzzer durch einen Teilnehmer ausgelöst werden, um die Fake-Antwort eines anderen Mitspielers zu entlarven. Es werden insgesamt fünf Runden mit steigendem Punkteeinsatz gespielt. Am Ende gewinnt der Teilnehmer mit der höchsten Punktzahl.

## Episodenliste

### Staffel 1
An der ersten Staffel nahmen Torsten Sträter, Laura Karasek, Oliver Welke, Michael Kessler, Katrin Bauerfeind, Peter Rütten, Simon Pearce, Laura Larsson, Michael Mittermeier und Olaf Schubert teil.
Neben dem Moderator Oliver Kalkofe war Torsten Sträter in jeder Episode als Teilnehmer zu Gast, alle anderen Teilnehmer waren in je zwei Episoden zu Gast.

| Nr. (ges.) | Nr. (St.) | Titel                                    | Gäste                                                              | Premiere D    | Gewinner        |
| ---------- | --------- | ---------------------------------------- | ------------------------------------------------------------------ | ------------- | --------------- |
| 1          | 1         | Sträter und Karasek über Diät-Tipps      | Torsten Sträter, Laura Karasek, Oliver Welke, Michael Kessler      | 11. Juli 2024 | Oliver Welke    |
| 2          | 2         | Bauerfeind und Pearce über Baseball      | Torsten Sträter, Katrin Bauerfeind, Peter Rütten, Simon Pearce     | 18. Juli 2024 | Torsten Sträter |
| 3          | 3         | Larsson und Mittermeier über Biker       | Torsten Sträter, Laura Larsson, Michael Mittermeier, Olaf Schubert | 25. Juli 2024 | Torsten Sträter |
| 4          | 4         | Sträter und Rütten über klassische Musik | Torsten Sträter, Katrin Bauerfeind, Peter Rütten, Simon Pearce     | 1. Aug. 2024  | Simon Pearce    |
| 5          | 5         | Welke, Kessler und die 100.000 Golfbälle | Torsten Sträter, Laura Karasek, Oliver Welke, Michael Kessler      | 8. Aug. 2024  | Oliver Welke    |
| 6          | 6         | Schubert, Sträter und der rote Pinguin   | Torsten Sträter, Laura Larsson, Michael Mittermeier, Olaf Schubert | 15. Aug. 2024 | Laura Larsson   |

## Rezeption
Das Konzept der Sendung wurde in Medienberichten mit ähnlichen Formaten wie Genial daneben oder dem Brettspiel Nobody is perfect (bzw. der gleichnamigen Gameshow von 1995 mit Ingolf Lück) verglichen.
Alexander Krei (DWDL.de) bewertete den Ansatz, dass die Teilnehmer sich gegenseitig täuschen müssen, als „feinen Format-Kniff“, da so nicht nur Wissen, sondern auch der „Münchhausen-Faktor“ eine Rolle spiele. Er lobte das unterhaltsame Format, bemängelte jedoch das komplizierte Regelwerk: Zusätzliche Punkte für Publikumstäuschungen, Buzzer-Aktionen und die undurchsichtigen Einblendungen machen es schwer, den Spielstand nachzuvollziehen.
Maria Eberhöfer (Kronen Zeitung) merkte an, dass die Spielregeln einigen Zuschauern bereits aus Gesellschaftsspielen bekannt seien, und  bewertete die Sendung als „nichts, was die Welt zuvor noch nicht gesehen hat“. Neben dem Spielprinzip kritisierte sie die Technik und Ausstattung der Studioproduktion, welche „nicht herausragend avantgardistisch gestaltet“ sei. Insgesamt bewertete Eberhöfer die Sendung als seichte Unterhaltung, deren Qualität aber stark von der Kreativität der teilnehmenden Prominenten abhängt.

## Einschaltquoten
Die erste Staffel der Sendung wies insgesamt schwankende Einschaltquoten auf. Während das Interesse beim älteren Publikum von Beginn an verhalten war, wurden deutlich bessere Quoten bei der jüngeren Zielgruppe beobachtet.
Die Auftaktfolge am 11. Juli 2024 erreichte insgesamt 1,09 Millionen Zuschauer; in der werberelevanten Zielgruppe der 14- bis 49-Jährigen erzielte sie einen Marktanteil von 8,9 Prozent. Die Quoten der zweiten Folge vom 18. Juli 2024 sanken auf 0,74 Millionen Zuschauer (insgesamt) und einen Anteil von 4,7 Prozent bei den 14- bis 49-Jährigen. Zwar war zwischenzeitlich wieder ein steigendes Zuschauerinteresse zu beobachten, so zeigte sich im Verlauf der weiteren Folgen ein kontinuierlicher Rückgang der Einschaltquoten.
Die Ausstrahlung in der ARD Mediathek, in welcher die Folgen bereits vorab verfügbar waren, erreichte zusätzliche Abrufzahlen.